# Sixth Sense
Sixth Sense es el cuarto álbum de estudio de la banda femenina surcoreana Brown Eyed Girls. El álbum fue lanzado el 16 de septiembre de 2011. La canción titulada igual que el disco, fue elegida como canción promocional. La canción "Hot Shot" fue revelado el 16 de septiembre como un adelanto del álbum. Una versión re-envasada fue revelada el 4 de noviembre y contiene un DVD, un libro de fotos de 40 páginas, un calendario con 12 páginas, 4 tarjetas autografiadas por las integrantes y un póster.

## Concepto
El concepto para el álbum es "Resistencia a la libertad de expresión mediante la música a través del sexto sentido". Representantes de NegaNetwork explicaron que "Este álbum no solo se enfoca en la interpretación vocal. Las miembros esperan transmitir sus pensamientos al público a través de la música. Su canción principal es una expresión de las limitaciones de la experiencia musical con solo cinco sentidos, y pide a las personas que ka sientan a través de su sexto sentido. La canción en sí misma es muy libre en estilo."

## Promoción
Las promociones para el álbum empezaron con la presentación en vivo de "Sixth Sense" en Show! Music Core el 24 de septiembre, y luego se presentaron en M! Countdown, Inkigayo y Music Bank. La canción "Hot Shot" fue promocionada durante la primera semana de regreso. "Sixth Sense" ganó cuatro premios en programas musicales: dos en Inkigayo y dos en M! Countdown. Las promociones terminaron el 23 de octubre. Las presentaciones para su otro sencillo promocional "Cleansing Cream" empezaron el 4 de noviembre en Music Bank.

## Lista de canciones
| N.º   | Título                                                    | Letras          | Música                | Duración |  |
| 1.    | «Swing it Shorty» (Intro)                                 |                 | Junjaman, Lee Min Soo | 1:21     |  |
| 2.    | «Sixth Sense»                                             | Kim Eana        | Lee Min Soo           | 3:48     |  |
| 3.    | «Hot Shot»                                                | Kim Eana        | east4a, Lee Min Soo   | 3:21     |  |
| 4.    | «La Boheme»                                               | D'Day           | Yoon Il Sang          | 3:48     |  |
| 5.    | «An Inconvenient Truth» (불편한 진실; Bulpyeonhan Jinsil) | JeA, Kim Eana   | JeA, KZ               | 3:48     |  |
| 6.    | «Lovemotion»                                              | Kim Eana        | east4a                | 3:22     |  |
| 7.    | «Countdown» (Interlude)                                   | D'Day, Kim Eana | KZ                    | 1:50     |  |
| 8.    | «Vendetta»                                                | Kim Eana        | KZ                    | 3:41     |  |
| 9.    | «Sixth Sense» (Instrumental)                              |                 |                       | 3:48     |  |
| 28:53 |                                                           |                 |                       |          |  |

| Versión Reenvasada |
| ------------------ |

| N.º | Título                         | Duración |  |
| 10. | «Cleansing Cream» (클렌징크림) | 3:33     |  |

| Versión Reenvasada DVD |
| --- |
| 1. "Jacket Shooting" 2. "Hot Shot" (Detrás de cámara del video musical) 3. "Hot Shot" (Video musical) 4. "Sixth Sense" (Detrás de cámara del video musical) 5. "Sixth Sense" (Video musical) 6. "Sixth Sense" (Music video - Errores) |

## Desempeño en listas

### Álbum
Sixth Sense
| Lista                            | Posición |
| -------------------------------- | -------- |
| Gaon Weekly album chart          | 2        |
| Gaon Weekly domestic album chart | 2        |
| Gaon Monthly album chart         | 9        |

Re-envasado
| Lista                            | Posición |
| -------------------------------- | -------- |
| Gaon Weekly album chart          | 6        |
| Gaon Weekly domestic album chart | 6        |
| Gaon Monthly album chart         | 17       |

### Sencillos
La canción principal "Sixth Sense" debutó en la cima de la lista Gaon con 511,798 descargas digitales en su primera semana de lanzamiento. Para finales de 2011, la canción obtuvo 2,585,879 descargas y alcanzó la posición 29 en Gaon para su lista de fin de año. Sin embargo, la canción continuó siendo descargada durante el año 2012, de hecho, a julio de ese año, se reportó que la canción había acumulado 3,991,637 descargas.
| Canción           | Posiciones | Posiciones |
| Canción           | KOR        | KOR        |
| Canción           | Gaon       | Hot 100    |
| ----------------- | ---------- | ---------- |
| "Sixth Sense"     | 1          | 2          |
| "Hot Shot"        | 2          | 6          |
| "Cleansing Cream" | 4          | 6          |

### Otros sencillos
| Canción                   | Posiciones | Posiciones |
| Canción                   | KOR        | KOR        |
| Canción                   | Gaon       | Hot 100    |
| ------------------------- | ---------- | ---------- |
| "An Inconvenient Truth"   | 13         | 23         |
| "Vendetta"                | 61         | 50         |
| "Lovemotion"              | 62         | 78         |
| "La Boheme"               | 74         | -          |
| "Countdown (Interlude)"   | 148        | -          |
| "Swing it Shorty (Intro)" | 183        | -          |

## Ventas y certificaciones
| Lista            | Monto                       |
| ---------------- | --------------------------- |
| Gaon Album Chart | 33,197+ (Álbum + Reedición) |

## Historia de lanzamiento
| Ciudad        | Fecha                    | Formato              | Discográfica                    |
| ------------- | ------------------------ | -------------------- | ------------------------------- |
| Corea del Sur | 23 de septiembre de 2011 | CD, descarga digital | LOEN Entertainment Nega Network |
| Mundo         | 23 de septiembre de 2011 | Descarga digital     | LOEN Entertainment Nega Network |